# Pherotesia ultrasimilis
Pherotesia ultrasimilis là một loài bướm đêm trong họ Geometridae.